# Filtros
Filtros (Rosa tomentosa) är en växtart i familjen rosväxter.  